# Allen-Bradley

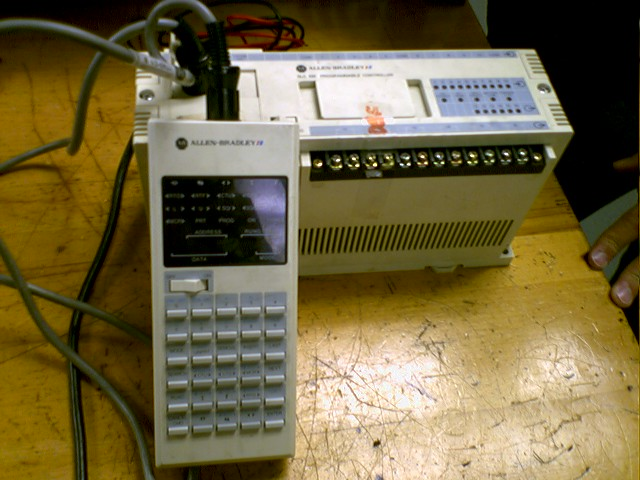
Sterownik PLC Allen Bradley z programatorem

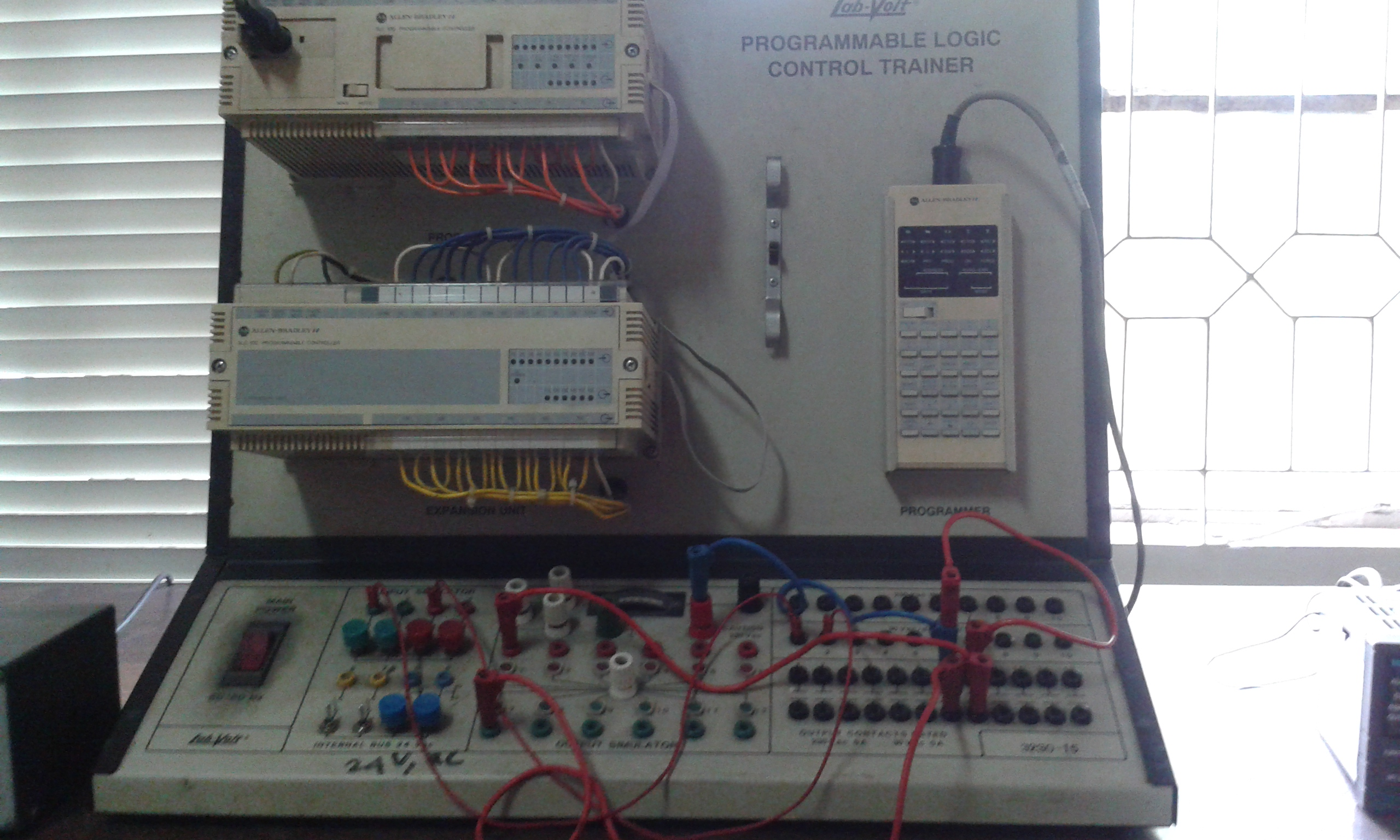
Sterownik PLC Allen Bradley z programatorem

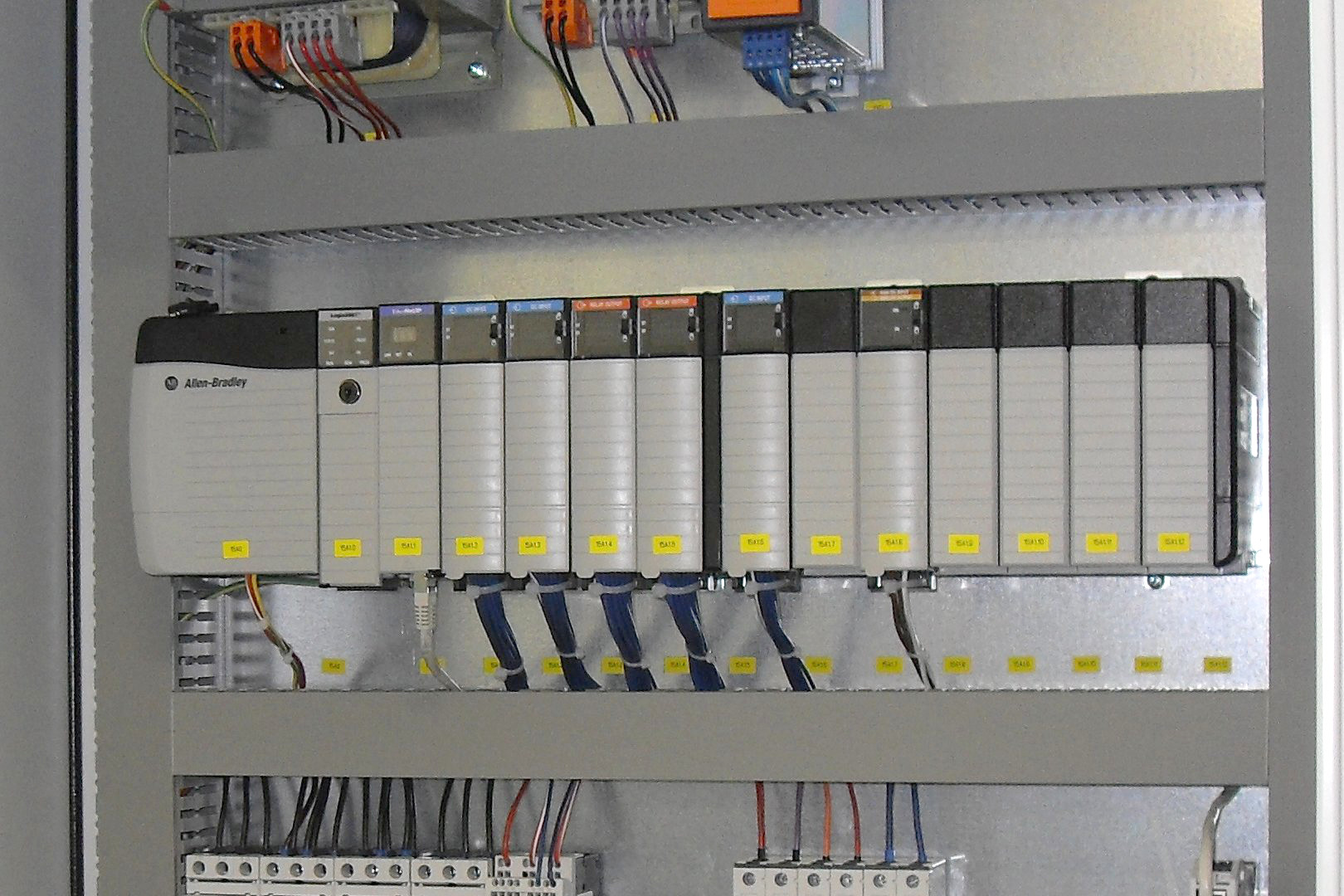
Sterownik PLC Allen-Bradley zainstalowany w szafie sterowniczej

Allen-Bradley – marka sprzętu automatyki przemysłowej produkowanego przez Rockwell Automation (NYSE ROK). Firma przyniosła dochód 6,4 miliarda dolarów w 2013, produkuje sterowniki przemysłowe PLC, interfejsy użytkownika z maszyną, czujniki, komponenty bezpieczeństwa, software, napędy o zmiennej częstotliwości i układy napędowe, styczniki, centra sterowania silnikiem i systemy stworzone z podobnych produktów. Rockwell Automation także zapewnia usługi zarządzania aktywami, w tym naprawy i doradztwa. Siedziba Rockwell Automation jest zlokalizowana w Milwaukee, w stanie Wisconsin.
Wieża zegarowa Allen-Bradley jest punktem orientacyjnym w Milwaukee wyposażonym w największy na Zachodniej Półkuli czterostronny zegar.

## Historia
Przedsiębiorstwo powstało jako Compression Rheostat Company, utworzone zostało przez Doktora Stanton Allena i Lynde Bradley z początkowym kapitałem $1000 w 1903 roku. W 1910 nazwa przedsiębiorstwa została zmieniona na Allen-Bradley Company. W 1952 otworzono jednostkę pomocniczą w Galt, Ontario, Kanada, która teraz zatrudnia około 1000 osób. W 1985 nowy rekord przedsiębiorstwa został pobity, kiedy skończono rok fiskalny z 1 miliardem dolarów sprzedaży. 20 lutego 1995 Rockwell International (teraz Rockwell Automation) zakupił spółkę Allen-Bradley za 1,651 miliarda dolarów, co jest największym przejęciem w historii stanu Wisconsin.